# 大隅交通ネットワーク

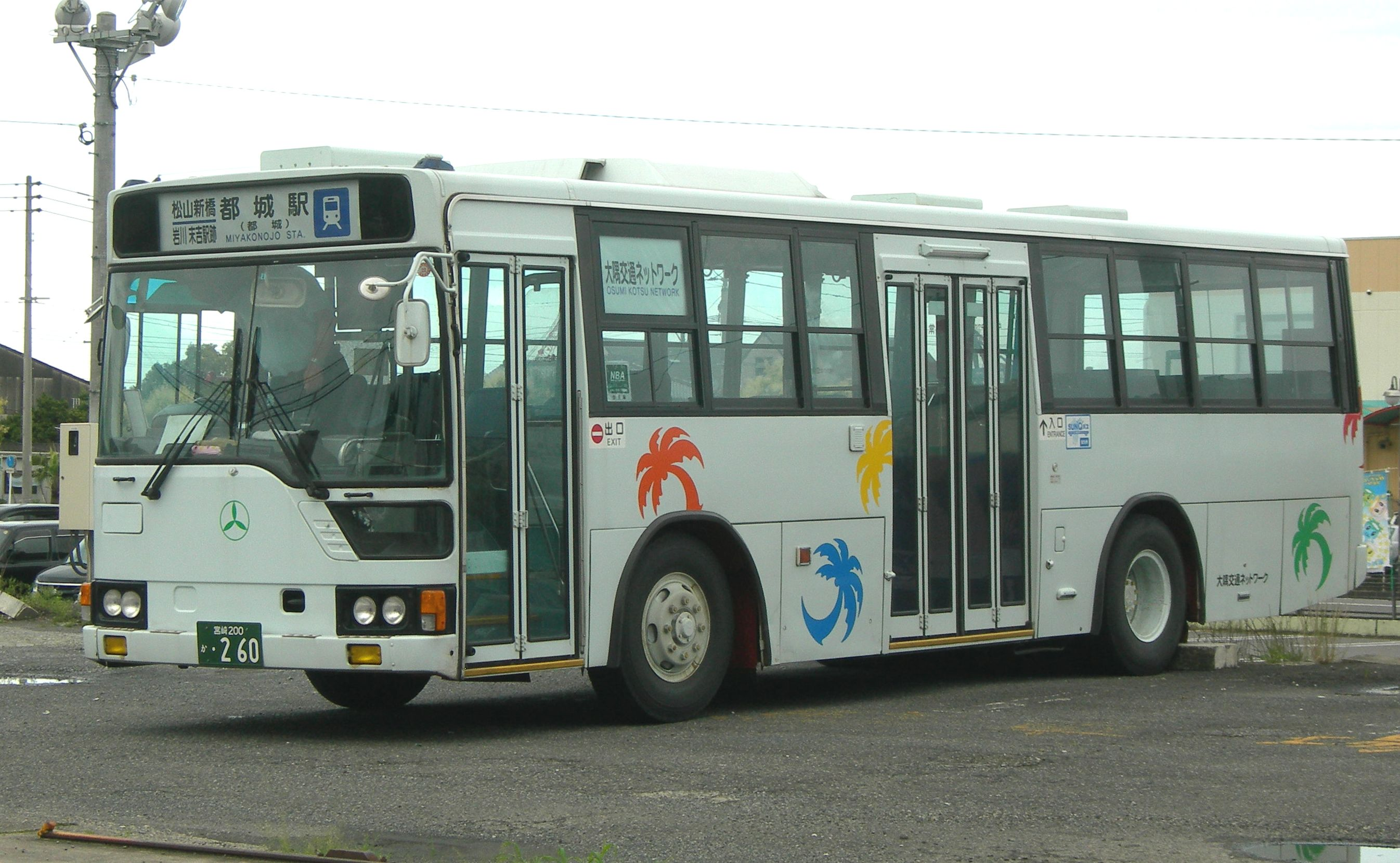
一般路線バス

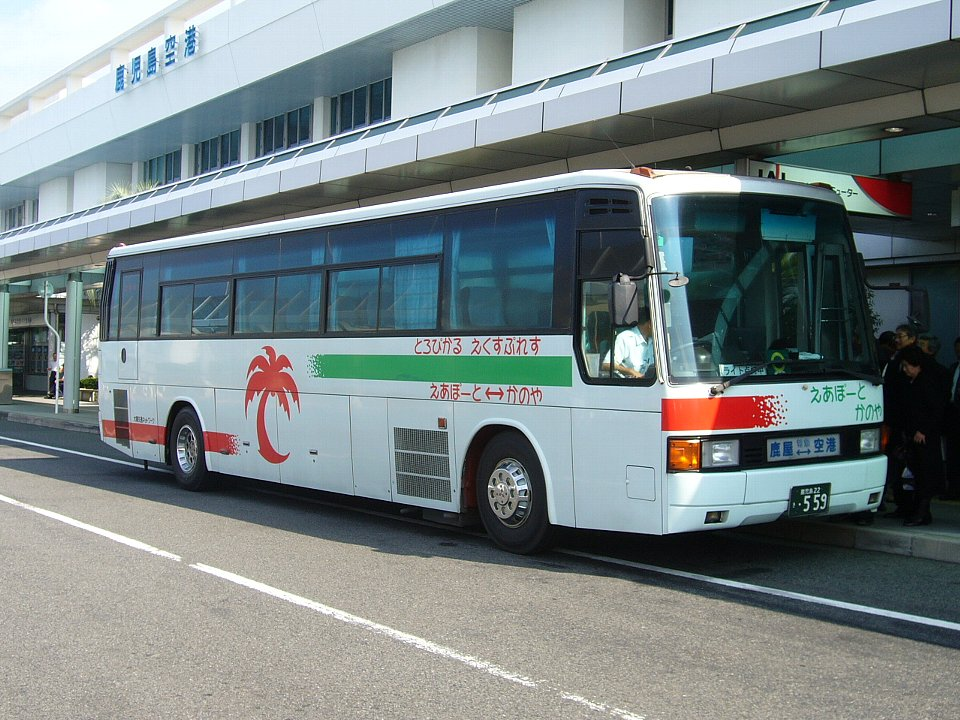
鹿児島空港 - 鹿屋の特急バス

大隅交通ネットワーク（おおすみこうつうネットワーク）は、鹿児島県南東部（離島除く）の大隅半島を営業エリアとするバス事業および、鹿児島市と垂水市を結ぶフェリー事業（鴨池・垂水フェリー）を行っていた企業。
いわさきコーポレーションの傘下にあり、鹿児島県南部、種子島、屋久島などの交通・観光事業者各社とともに「いわさきグループ」を構成していた。社団法人日本バス協会の会員にはなっていなかった。

## 沿革
- 2004年（平成16年）4月1日　いわさきコーポレーション鹿児島交通の大隅半島地区のバス路線および南海郵船の鴨池 - 垂水間フェリー事業の譲渡を受けて発足。
- 2006年（平成18年）
  - 6月 - 大隅半島におけるバスターミナルであった鹿屋バスセンターを取り壊し。「鹿屋」は停留所としての扱いとなる。
  - 11月8日 - 親会社であるいわさきコーポレーションのバス路線縮小計画により、多くの路線が廃止。存続した路線の一部も各自治体が費用を負担することとなった。
- 2011年12月1日　これまで共同運行していた三州自動車株式会社にすべてのバス事業を、垂水フェリー株式会社に船舶事業を譲渡した[要出典]。

## 営業所

### フェリー
- 鴨池営業所　
  - 鹿児島県鹿児島市鴨池新町23番5号
- 垂水営業所
  - 鹿児島県垂水市潮彩町1丁目

### バス
- 鹿屋支社
  - 鹿児島県肝属郡肝付町富山904-2
- 志布志営業所
  - 鹿児島県志布志市志布志町志布志3丁目23番1号

## 路線と経路・途中停車停留所
一部・2011年4月現在

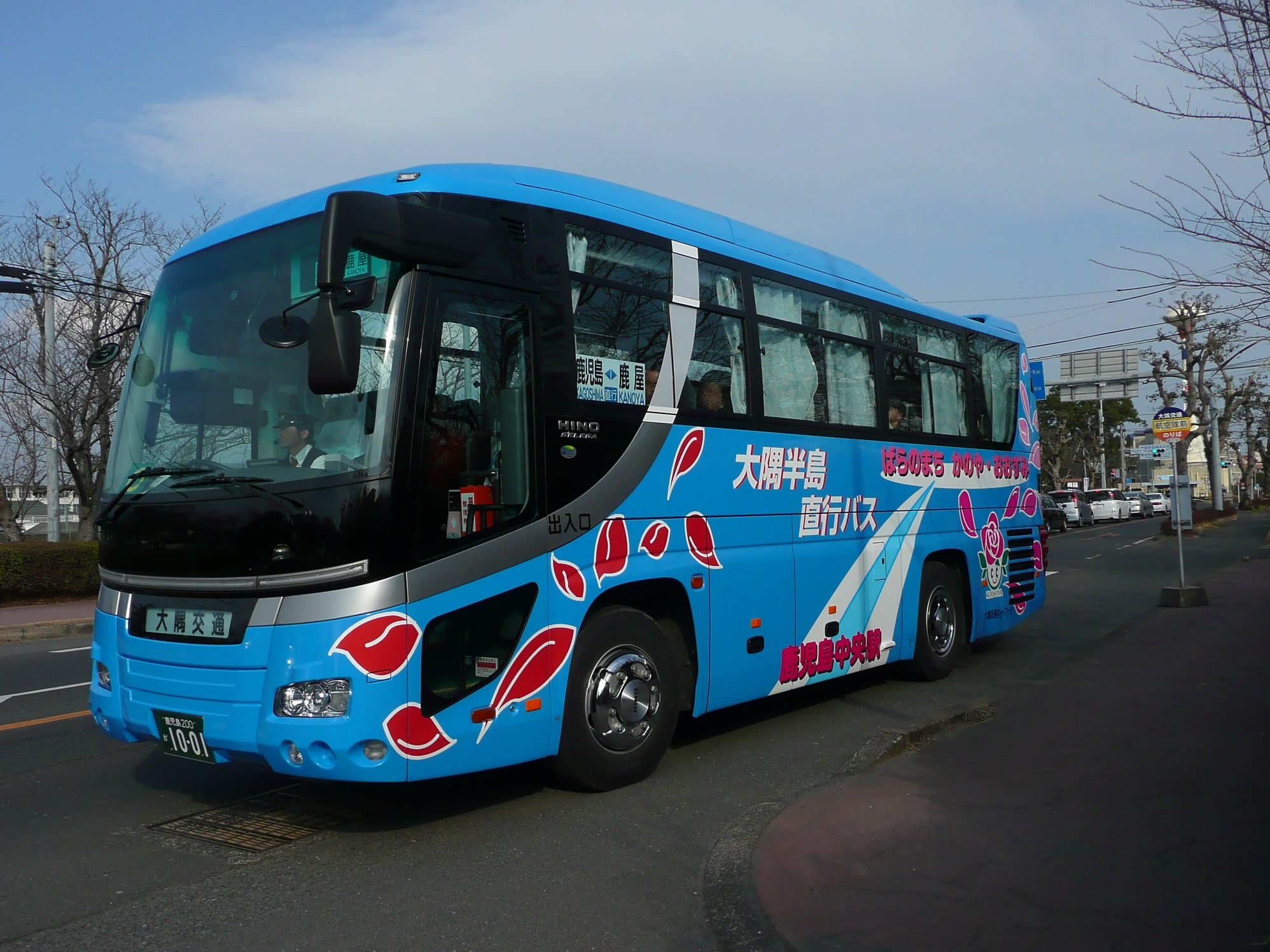
鹿児島 - 鹿屋直行便

- 直行・鹿児島 - 鹿屋（鴨池フェリー・垂水経由）
  - 《停車停留所》…金生町 - 天文館 - 鹿児島中央駅 - 県庁前 - （鴨池・垂水フェリー） - 垂水港 - 白水体育大前 - 航空隊前 - 鹿屋

〔概要〕…2009年秋から鹿屋市の補助を受けて運行開始。途中、鴨池・垂水フェリーで錦江湾を渡る。なお船内では下車して船室での休息が可能。専用の中型車が用意されている。
- 空港特急『えあぽーと・かのや』

2015年10月より大隅縦貫道・東九州自動車道・九州自動車道経由の路線が新設され2路線となる。
鹿児島空港 - 鹿屋・東笠之原（高速道路経由）・1日4往復
《停車停留所》…鹿児島空港 - （高速道路経由） - 旭原 - 鹿屋 - 鹿屋市役所前 - 寿中央 - 東団地前 - 東笠ノ原
鹿児島空港 - 鹿屋・東笠之原（牧の原・百引経由）・1日8往復
《停車停留所》…鹿児島空港 - 京セラ隼人工場 - ホテル京セラ - ソニー国分北 - 霧島市役所 - 国分中央6丁目 - ホテル京セラ前 - 南日本新聞国分制作センター - 牧ノ原ドライブイン - ビューホテル前 - 市成本町 - 百引 - ゴルフ場前 - 高隈 - 上祓川 - 鹿屋 - 鹿屋市役所前 - 寿中央 - 東団地前 - 東笠ノ原
〔概要〕…空港専用バスのためクローズドドアシステムを採用（途中停留所では空港行きは乗車のみ、空港発は降車のみ取り扱い。但し、霧島市役所およびホテル京セラ前は乗降可）
- 鹿屋 - 百引・百引支所（竹下経由）
- 鹿屋 - 福山高校（竹下・百引・市成・牧ノ原経由）
- 百引 - 牧之原・福山高校（市成・牧ノ原経由）

《経路》…鹿屋 - 打馬 - 上祓川 - 高隈 - 原別府 - 竹下 - 影平 - 坂下 - 百引 - 百引支所 - 唐鎌 - 下沢津 - 市成車庫 - 市成本町 - 仏山 - 福地 - ビューホテル前 - 牧之原 - 福山高校前
〔概要〕…国道504号線に沿って走る。朝の鹿屋発1本のみ福山高校までのフル運行で、残りはすべて百引で系統が変わる。
- 鹿屋 - 百引・百引支所（大隅湖経由）

《経路》…鹿屋 - 打馬 - 上祓川 - 高隈 - 重田 - 大隅湖 - ゴルフ場前 - 坂下 - 百引 - 百引支所
- 鹿屋 - 郡境（谷田・高隅経由）
- 鹿屋 - 高隈・勤労者福祉センター（谷田経由）

《経路（郡境線）》…鹿屋 - 鹿屋市役所 - 寿町 - 札元 - 県民健康プラザ - 東原 - 外堀 - 大黒 - 徳留 - 谷田 - 高隈 - 重田 - 大隅湖 - ゴルフ場前 - 郡境
《経路（高隈線）》…鹿屋 - 鹿屋市役所 - 寿町 - 札元 - 県民健康プラザ - 東原 - 外堀 - 大黒 - 徳留 - 谷田 - 高隈 - 勤労者福祉センター
- 【急行】鹿児島空港 - 志布志（旭通り・牧之原・岩川経由）
- 国分 - 牧ノ原（旭通り経由）

《経路・停車停留所》…鹿児島空港 - 国分駅 - 旭通り - 国分Aコープ前 - 迫田 - 銅田 - 検校橋 - 上之段 - 南日本新聞国分制作センター - 牧ノ原ドライブイン - 牧ノ原 - 福山高校 - 上坂元 - 二重堀 - 飛佐入口 - 笠木小前 - 河原 - 中森園 - 岩川 - 県改良研究所 - 中央家畜市場 - 八合原 - 市柴 - 字尾 - 山之口 - 本村 - 曲瀬 - 安楽 - 農協前 - 大黒 - 志布志
〔概要〕…国分~牧之原間は各駅停車で鹿児島空港 - 国分駅間と牧ノ原 - 志布志間は急行で斜字停留所のみ停車。国分駅 - 牧之原間の普通便も運行している。
- 鹿児島空港・国分駅 - 垂水港（敷根・福山・牛根経由）

《経路(1)》…鹿児島空港 - 西光寺 - 姫城温泉 - 国分駅 - 国分 - 唐人町 - 迫田 - 銅田 - 検校橋 - 敷根中央 - 脇元 - 小廻 - 福山支所前 - 大廻 - 磯脇 - 下境 - 深湊 - 牛根二川 - 道の駅たるみず - 桜島口 - 海潟 - 垂水駅跡 - 垂水中央 - 垂水中前 - 垂水港
《経路(2)》…鹿児島空港 - 西光寺 - 姫城温泉 - 国分駅 - 旭通り - 国分Aコープ前 - 迫田 - 銅田 - 検校橋 - 敷根中央 - 脇元 - 小廻 - 福山支所前 - 大廻 - 磯脇 - 下境 - 深湊 - 牛根二川 - 道の駅たるみず - 桜島口 - 海潟 - 垂水駅跡 - 垂水中央 - 垂水中前 - 垂水港
《経路(3)》…国分駅 - 旭通り - 国分高校 - 国分Aコープ前 - 迫田 - 銅田 - 検校橋 - 敷根中央 - 脇元 - 小廻 - 福山支所前 - 大廻 - 磯脇 - 下境 - 深湊 - 牛根二川 - 道の駅たるみず - 桜島口 - 海潟 - 垂水駅跡 - 垂水中央 - 垂水中央病院 - 垂水港
〔概要〕…旧JR九州（国鉄バス）国分線で、1987年3月に過去帳入りした国鉄大隅線の廃止代替バスであった。路線自体は大隅線廃止以前から運行されていたが、当時は桜島口で系統が分断していた。経路(3)が最も大隅線に近い位置を走る。鹿児島空港発着便は2008年7月までは鹿児島空港 - 西光寺間ノンストップであったほか、JR時代は鹿児島空港 - 国分駅間は途中姫城温泉のみ停車していた。
- 【直行】『さんふらわあライナー』鹿児島中央駅 - 志布志港

《途中停車停留所》…鹿児島中央駅 - 天文館 - 鹿児島本港（高速船ターミナル） - 浜之市 - 志布志港（さんふらわあ乗船場）
〔概要〕…志布志 - 大阪南港間運航のフェリー『さんふらわあ』の乗船客専用のシャトルバス。さんふらわあをデザインしたラッピングバスが用意されている。乗車の際はフェリーを運行しているフェリーさんふらわあへの予約が必要となる。乗船客専用のためクローズドドアシステムを採用。
- 【急行】鹿児島中央駅 - 志布志（10号線・岩川経由）
- 鹿児島中央駅 - 牧之原（10号線経由）
- 牧ノ原ドライブイン - 志布志（岩川経由）

《経路・停車停留所》…鹿児島中央駅 - 天文館 - 山形屋バスセンター（金生町） - 市役所西口（志布志ゆきのみ停車） - 鹿児島駅前 - 磯仙厳園前 - 竜ヶ水 - 重富 - 青木水流 - 姶良町役場 - 帖佐 - 十日町 - 加治木団地 - 加治木本町 - 小浜 - 浜之市 - 西広瀬 - 広瀬 - 下井 - 検校橋 - 上之段 - 南日本新聞国分制作センター - 牧ノ原ドライブイン - 牧ノ原 - 福山高校 - 上坂元 - 二重堀 - 飛佐入口 - 笠木小前 - 河原 - 中森園 - 岩川 - 県改良研究所 - 中央家畜市場 - 八合原 - 市柴 - 字尾 - 山之口 - 本村 - 曲瀬 - 安楽 - 農協前 - 大黒 - 志布志 - 志布志駅
〔概要〕…急行便は鹿児島 - 牧之原間は各駅停車で牧ノ原 - 志布志間は急行で斜字停留所のみ停車。急行便のほか牧之原を境に鹿児島、志布志方面の各停便も運行
- 牧ノ原ドライブイン - 都城（10号線経由）

《経路》…牧ノ原ドライブイン - 牧ノ原 - 佳例川 - 柴建 - 末吉入口 - 財部入口 - 堂園 - 都島 - 都城市役所 - 広口 - 中央通り - 都城
- 牧之原 - 渡瀬・平山小学校循環（福山・銅田・野坂経由）

《経路》…牧ノ原 - 宮浦宮 - 福山支所 - 小廻 - 脇元 - 敷根中央 - 検校橋 - 下井 - 広瀬 - 湊入口 - 銅田 - 上川内局前 - 口輪野 - 野坂 - 仁田原 - 平山 - 渡瀬 - 平山小学校前 - 野坂 - （往路と同じ） - 牧ノ原
〔概要〕…霧島市南部の山間地を走る。狭隘路線であるため中型車による限定運行（おもにいすゞ・ジャーニーK）
- 都城 - 吉ヶ谷公民館（財部・大川原経由）

《経路》…都城 - 中央通り - 広口 - 西都城 - 南鷹尾 - 五十市駅 - 狐塚 - 正ヶ峯 - 財部 - 閉山 - 北俣 - 正部 - 大川原 - 吉ヶ谷公民館
〔概要〕…都城からJR日豊本線に沿って曽於市財部町の大河原・吉ヶ谷地区への系統。一時期は吉ヶ谷から先、県道2号線・国分営業所を経由して鹿児島空港へ路線を運行していたほか、並行して特急便の運行もあった。
- 都城 - 柴建（財部経由）

《経路》…都城 - 中央通り - 広口 - 西都城 - 南鷹尾 - 五十市駅 - 狐塚 - 正ヶ峯 - 財部 - 飯野 - 記念病院前 - 馬立 - 財部南中前 - 帯野 - 柴建
〔概要〕…曽於市の財部地区をゆく数少ない系統のひとつ。かつては柴建から先、10号線経由で牧ノ原まで運行していた。
- 都城 - 鹿屋（末吉・岩川・野方経由）

《経路》…都城 - 中央通り - 広口 - 都城市役所 - 大岩田 - 今町局前 - 高見堂入口 - 末吉駅跡 - 末吉仲町 - 東高松 - 岩北駅跡 - 中森園 - 岩川 - 県改良研究所 - 八合原中央 - 月野 - 大鳥峡 - 平野 - 芝用 - 野方 - 荒佐 - 生栗須 - 共心 - 住吉 - ★県民健康プラザ - 札元 - 寿町 - 鹿屋
〔概要〕…都城から鹿屋方面への基幹路線。昼間の一部は県民健康プラザを経由する。
- 都城 - 志布志（末吉・岩川・松山経由）

《経路》…都城 - 都城駅 - 中央通り - 広口 - 西都城 - 都城市役所 - 大岩田 - 今町局前 - 高見堂入口 - 末吉駅跡 - 末吉仲町 - 東高松 - 岩北駅跡 - 中森園 - 岩川 - 県改良研究所 - 志柄 - 松山駅跡 - 字尾 - 伊崎田 - 山之口 - 本村 - 曲瀬 - 安楽 - 山宮神社 - 稚児松 - 志布志高校 - 志布志駅 - 志布志
〔概要〕…1987年に国鉄大隅線と同時期に廃止された国鉄志布志線の廃止代替バス。通学時間帯には区間運転の便もある。
- 岩川 - 志布志（尾野見経由）

《経路》…岩川 - 県改良研究所 - 志柄 - （松山医師会立）病院前 - 松山駅跡 - 松山支所 - 泰野 - 尾野見 - 柳 - 馬見ヶ塚 - 志布志港入口 - 大黒 - 志布志 - 志布志駅
- 岩川 - 市成車庫（大谷・恒吉経由）

《経路》…岩川 - 中森園 - 別府三文字 - 温泉前（大隅大谷） - 艾ヶ迫 - 恒吉支所 - 恒吉 - 柏木段 - 仏山 - 市成本町 - 市成車庫
〔概要〕…旧輝北町の北中部を通る。月曜日・水曜日・金曜日のみ運行。
- 百引 - 仏迫（平房・星ヶ尾経由）

《経路》…百引 - 百引支所 - 和泉ヶ野 - 中平房 - 星ヶ尾 - 日新 - 谷田三文字 - 仏迫
〔概要〕…旧輝北町の内陸部を通る。かつては仏迫から先、大隅南小経由で岩川方面へ路線を運行していた。
- 百引 - 市成・柏木段（輝北大橋・松元経由）

《経路》…百引 - 百引支所 - 山神 - 唐鎌橋 - 下沢津 - 輝北大橋 - 松元 - 市成車庫 - 仏山 - 上八重山 - 柏木段
〔概要〕…2007年のいわさきグループバス路線改変後に新設された系統
- 垂水港 - 桜島港（垂水中央・桜島口・古里温泉経由）

《経路》…垂水港 - 垂水中央病院 - 垂水本町 - 垂水中央 - 垂水駅跡 - 海潟 - 桜島口 - 溶岩展望所 - 有村 - 文学碑前 - 古里温泉 - 東桜島 - 桜島病院 - 薩摩赤水 - 桜島港
〔概要〕…旧JR九州バスの国分線の1つで桜島の南側を運行する。途中には溶岩展望所・林芙美子文学碑・古里温泉などの観光地もある。
- 垂水 - 志布志（古江・鹿屋体大・鹿屋・大崎経由）

《経路》…垂水中央病院 - 垂水 - 垂水市役所前 - 垂水本町 - 垂水港 - 浜平温泉 - 柊原局前 - 新城諏訪 - 宇住庵 - まさかり - 古江 - 白水体育大前 - 慰霊塔前 - 桜ヶ丘 - 航空隊前 - 鹿屋女子校前 - 鹿屋 - 寿中央 - 東笠ノ原 - 十三塚 - 串良 - 東串良 - 大崎三文字 - あすぱる大崎（午前） - 菱田 - 尚志館高校 - 稚児松 - 志布志高校 - 志布志駅 - 志布志 - 志布志港入口
〔概要〕…便の大半は垂水 - 鹿屋 - 志布志港入口間の運行で、午前はあすぱる大崎経由となる。垂水側は昼間の一部は垂水中央病院発着、朝夕には鹿屋・東笠ノ原発着も運行。志布志側では通学時間帯の鹿屋女子校発着や志布志発着もわずかながら運行。志布志港入口でさんふらわあ連絡バスに接続する便もある。
- 垂水 - 鹿屋高校（古江・体育大経由）

《経路》…垂水 - 垂水市役所前 - 垂水本町 - 垂水港 - 浜平温泉 - 柊原局前 - 新城諏訪 - 宇住庵 - まさかり - 古江 - 白水体育大前 - 慰霊塔前 - 桜ヶ丘 - 航空隊前 - 平和住宅 - 中央公園前 - 鹿屋市役所 - 鹿屋高校
〔概要〕…朝通学時間帯の鹿屋高校ゆきのみ運転。裏道（市役所）を通るため鹿屋停留所には寄らない。
- 垂水 - 志布志（古江・高須・鹿屋・高山経由）

《経路（論地橋経由）》…垂水 - 垂水市役所前 - 垂水本町 - 垂水港 - 浜平温泉 - 柊原局前 - 新城諏訪 - 宇住庵 - まさかり - 古江 - 荒平 - 高須三叉路（高須中央） - 川東 - 航空隊西門前 - 桜ヶ丘 - 航空隊前 - 鹿屋女子校前 - 鹿屋 - 鹿屋市役所前 - 田崎東 - 川西 - 永野田 - 名主 - 論地橋 - 高山高校 - 高山 - 下小原 - 串良駅跡 - 東串良 - 大崎三文字 - 菱田 - 尚志館高校 - 稚児松 - 志布志高校 - 志布志駅 - 志布志
《経路（吾平経由）》…垂水 - 垂水市役所前 - 垂水本町 - 垂水港 - 浜平温泉 - 柊原局前 - 新城諏訪 - 宇住庵 - まさかり - 古江 - 荒平 - 高須中央 - 川東 - 航空隊西門前 - 桜ヶ丘 - 航空隊前 - 鹿屋女子校前 - 鹿屋 - 鹿屋市役所前 - 田崎東 - 川西 - 永野田 - 名主 - 吾平 - 高山高校 - 高山 - 下小原 - 串良駅跡 - 東串良 - 大崎三文字 - 菱田 - 尚志館高校 - 稚児松 - 志布志高校 - 志布志駅 - 志布志
〔概要〕…1987年3月に廃止された国鉄大隅線の廃止代替バス。垂水 - 志布志間の直行は垂水発の1本のみであとは鹿屋・高山で折り返しとなる。論地橋経由志布志ゆきは高須地区には入らない。
- 垂水 - 根占・佐多（古江・高須・大根占経由）

《経路》…垂水 - 垂水市役所前 - 垂水本町 - 垂水港 - 浜平温泉 - 柊原局前 - 新城諏訪 - 宇住庵 - まさかり - 古江 - 荒平 - 高須中央 - 浜田 - 坂元 - トロピカルガーデン - 神川 - 大根占港 - 大根占 - 木原 - ネッピー館 - 根占 - 大浜 - 畦地 - 苙 - 片野坂 - 佐多 - 島泊 - 大泊 - ふれあいセンター
〔概要〕…1日3往復運行で、2往復は根占まで、残り朝の1往復は佐多方面の大泊・ふれあいセンターまでの片道約2時間以上を超える長距離路線。
- 鹿屋 - 大須東循環

《経路》…鹿屋 - 西原 - 雲雀丘 - 郷ノ原 - 大浦 - 大須東 - 大須 - 大浦 - （往路と同じ） - 鹿屋
- 鹿屋 - 小薄（一里山・花岡経由・小野原・根木原経由）

《経路(1)》…鹿屋 - 西原 - 鹿屋女子校前 - 航空隊前 - 桜ヶ丘 - 慰霊塔前 - 柳 - 一里山 - 白水体育大前 - 海道町 - 花岡 - 鶴羽 - 花里 - 桜町学園前 - 有武町上 - 小薄
《経路(2)》…鹿屋 - 西原 - 鹿屋女子校前 - 航空隊前 - 桜ヶ丘 - 慰霊塔前 - 柳 - 小野原 - 白水体育大前 - 海道町 - 花岡 - 鶴羽 - 西根木原 - 花里 - 桜町学園前 - 有武町上 - 小薄
- 鹿屋 - かのやばら園（霧島ヶ丘公園）

《経路》…鹿屋 - 西原 - 鹿屋女子校前 - 航空隊前 - 桜ヶ丘 - 航空隊正門前 - 岡村 - かのやばら園（霧島ヶ丘公園）
〔概要〕…鹿屋市郊外にある霧島ヶ丘公園（かのやばら園）へのアクセスライン。かつては日曜・祝日のみの運行であったが、現在は平日・土曜日も運行されている。
- 鹿屋 - 根占・佐多（市役所・大姶良・坂元・大根占経由）

《経路》…鹿屋 - 鹿屋市役所 - 田崎住宅 - 横山 - 大姶良 - 坂元温泉場 - 坂元 - トロピカルガーデン - 神川 - 大根占港 - 大根占 - 木原 - 根占港 - ネッピー館 - 根占 - 大浜 - 畦地 - 苙 - 片野坂 - 佐多 - 島泊海岸 - 島泊 - 大泊 - ふれあいセンター - 外ノ浦
〔概要〕…一部の便を除いて根占港経由で鹿屋 - 根占間の運行。佐多・大泊方面へ行くのは3往復にとどまる。かつては佐多岬まで運行していた。
- 鹿屋 - 根占（市役所・吾平・大根占経由）

《経路》…鹿屋 - 鹿屋市役所 - 田崎 - 名主 - 吾平 - 苫野 - 真戸原 - 半ヶ石 - 田代麓 - 川原別れ - 中別府入口 - 大根占 - 木原 - ネッピー館 - 根占
- 鹿屋 - 高山・内之浦（市役所・平原・吾平経由）

《経路》…鹿屋 - 鹿屋市役所 - 平原 - 名主 - 吾平 - 東原 - 論地 - 高山 - 塚崎 - 波見荒瀬 - 硯石 - 有明 - 海蔵 - 水尻 - 内之浦支所 - 内之浦
〔概要〕…鹿屋市内からロケット打ち上げ施設のある内之浦町への基幹路線。
- 鹿屋 - 高山（市役所・宮下経由）

《経路》…鹿屋 - 鹿屋市役所 - 寿中央 - 東笠ノ原 - 北宮下 - 鉄道記念館 - 高山
- 鹿屋 - 芝山（市役所・名貫経由）

《経路》…鹿屋 - 鹿屋市役所 - 平原 - 名貫 - 南 - 芝山
- 鹿屋 - 吾平（市役所・星塚敬愛園・芝山経由）

《経路》…鹿屋 - 鹿屋市役所 - 田崎住宅 - 敬愛園前 - 南 - 芝山 - 西原 - 吾平
- 鹿屋 - 浜田（桜ヶ丘・高須経由）

《経路》…鹿屋 - 鹿屋女子校前 - 航空隊前 - 桜ヶ丘 - 岡村 - 高須三叉路 - 高須中央 - 浜田
- 鹿屋 - 串良（生栗須・有里経由）

《経路》…鹿屋 - 本町 - 札元 - 県民健康プラザ - 旭原 - 花鎌 - 生栗須 - 林田橋 - 有里農協 - 大塚原 - 串良
- 志布志 - 野方（吉村・市役所前経由）

《経路》…志布志 - 志布志駅 - 稚児松 - 押切 - 高吉 - 吉村 - 志布志市役所 - 蓬原 - 宇都鼻 - 芝用 - 野方
- - 急行便運転区間のうち斜字区間は急行停車停留所のみ表示
  - 上記以外にも多数系統あり。一部路線については鹿児島交通・三州自動車との共同運行。
  - 上記系統は2006年11月8日以前のもののため同日以降に廃止された系統もある。

## 廃止路線・廃止停留所

### 2006年11月8日に廃止された路線と廃止停留所
- 国分駅 - 脇元（大隅福島経由）
  - JR九州バスの路線を引き継いだ路線
  - 〔正福寺前・有下・大隅福島・西校前・自衛隊正門前・大隅西山〕
- 脇元 - 国分駅（上小川経由）
  - JR九州バスの路線を引き継いだ路線。国分ゆきのみ運行
  - 〔大橋・上小川・北上小川〕
- 中谷（小学校） - 都城（三州自動車）（財部経由）
  - 晩年は夕方の都城ゆきのみ運行だった。
  - 〔中谷・中谷校前・小園・関之尾入口・財部十文字・園田・財部三文字〕
- 川内 - 財部
  - 晩年は朝の財部ゆきのみ運行だった。
  - 〔川内・宇都・沢田・高山・財部三文字〕
- 都城‐牧ノ原（財部・柴建経由）
  - 〔※別系統で現存のためこの区間の廃止停留所は皆無〕
- 百引‐岩川（平房・仏迫経由）
  - 〔柏木入口・谷田入口・小山別・宮ヶ原・三方滝・大隅南中前・伊屋松・青松段・下青松段〕
- 岩川‐牧ノ原（月野・荻迫・恒吉・福沢経由）
  - 晩年は日曜・祝日の朝の牧ノ原ゆきのみ運行
  - 〔下青松段・青松段・伊屋松・大隅南中前・三方滝・宮ヶ原・小山別・谷田入口・柏木入口・荻迫・帳江・恒吉中入口・神牟礼・清津野・川路山・川路原・湯之谷・福沢校前・砂走・砂走入口〕
- 岩川‐検校橋（菅牟田・牧ノ原・福山経由）
  - 〔下岡別府・上岡別府・新田場・上新田場・神掛入口・菅牟田・入角・飛佐・赤松〕
- 牧ノ原‐末吉駅跡（五位塚経由）
  - 晩年は平日午前の末吉ゆきのみ運行
  - 〔光神校入口・口弁木・椿・五位塚・田方・公民館前・内村・和田・猪之川内・農協前・神社下・諏訪小前・田村・湯之尻〕
- 牧ノ原‐財部（塚脇経由）
  - 晩年は平日午後の財部ゆきのみ運行
  - 〔畜産試験場入口・畜産試験場前・上塚脇・塚脇・下塚脇・六村・牧野・上帯野〕

- - 下段〔　〕内は廃止された停留所（ほかの系統で存続している停留所は除外）
  - 表記停留所の一部は一般路線としては廃止されたが、コミュニティバスとして存続している場合がある。

## 車両
鹿児島交通から分社化したために根本的には鹿児島交通と変わらない。
- 鹿児島交通時代に導入した一部車両は旧国鉄大隅線と志布志線の廃止代替路線用として関係各所から補助を受けて導入した車両である。
- 県内各民間バス同様、首都圏からの移籍車両も多数活躍している。

## 関連会社
いわさきグループ各社
- 鹿児島交通
- 鹿児島交通観光バス
- 三州自動車
- いわさきバスネットワーク
- 種子島・屋久島交通
- 鹿児島商船